# بانتوستان
بانتوستان منطقه‌ای بود که طبق سیاست آپارتاید برای ساکنان سیاه‌پوست آفریقای جنوبی و آفریقای جنوب غربی (که اکنون با نام نامیبیا شناخته می‌شود) در نظر گرفته شده بود. ده بانتوستان در آفریقای جنوبی و ده بانتوستان در آفریقای جنوب غربی تأسیس شد. هدف از تأسیس این مناطق، متمرکز کردن اعضای گروه‌های قومی مد نظر و همگن‌سازی هر یک از این مناطق به عنوان پایه‌ای برای تشکیل دولت‌های خودمختار برای گروه‌های قومی سیاه‌پوست آفریقای جنوبی بود.
این اصطلاح نخستین بار در اواخر دهه ۱۹۴۰ میلادی به کار رفت و از دو بخش بانتو (در برخی زبان‌های بانتو به معنی مردم) و ـستان (پسوند فارسی به معنی سرزمین) مشتق شده بود.
چهار بانتوستان آفریقای جنوبی (شامل ترانسکی، سیسکی، وندا و بوفوتاتسوانا) مستقل اعلام شدند؛ هرچند کشوری جز آفریقای جنوبی آنها را به رسمیت نشناخت. سایر بانتوستان‌های آفریقای جنوبی (از جمله کوازولو، لبووا و کواکوا) خودمختاری نسبی کسب کردند؛ ولی به استقلال نرسیدند. با پایان آپارتاید در سال ۱۹۹۴ بانتوستان‌ها منحل شدند و به سرزمین اصلی آفریقای جنوبی بازگشتند.

## شکل‌گیری

نقشهٔ آفریقای جنوبی و آفریقای جنوب غربی (نامیبیای کنونی). این نقشه بانتوستان‌های دو کشور را نشان می‌دهد.

حاکمان مستعمرات بریتانیا در سدهٔ نوزدهم و دولت‌های آفریقای جنوبی که جانشین آنان شدند، در سال‌های ۱۹۱۳ و ۱۹۳۶ مناطقی را با هدف جداسازی سیاه‌پوستان آفریقای جنوبی از سفیدپوستان تأسیس کردند. با به قدرت رسیدن حزب ملی در سال ۱۹۴۸ هندریک فروورد، وزیر امور بومیان (که بعداً نخست‌وزیر آفریقای جنوبی شد)، معیارهایی را برای شکل‌دهی دوبارهٔ جامعهٔ آفریقای جنوبی معرفی کرد تا سفیدپوستان در اکثریت قومی قرار گیرند. ایجاد بانتوستان‌ها یکی از عناصر اصلی این رویکرد بود که هدف بلندمدت آن مستقل کردن بانتوستان‌ها بود. در نتیجه، سیاه‌پوستان شهروندی آفریقای جنوبی و حق رأی خود را از دست می‌دادند و سفیدپوستان می‌توانستند سلطهٔ خود بر این کشور را حفظ کنند.

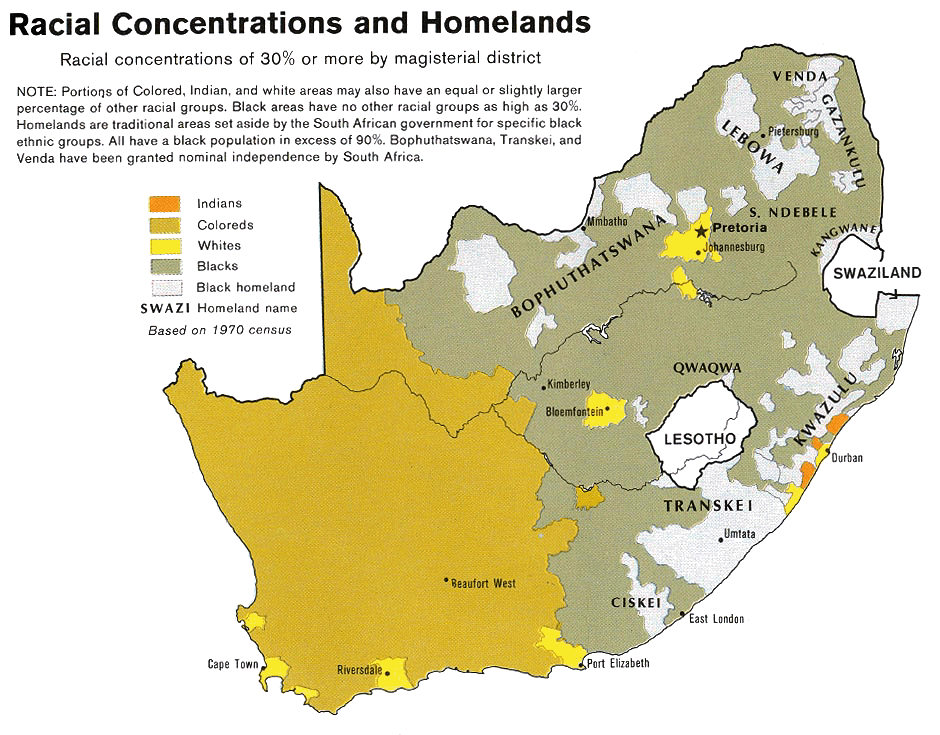
نقشه قومی نژادی آفریقای جنوبی بر پایه سرشماری ۱۹۷۰ آفریقای جنوبی که در سال ۱۹۷۹ توسط سازمان سیا منتشر شد.

به عقیده فروورد بانتوستان‌ها خانهٔ اصلی سیاه‌پوستان آفریقای جنوبی بود. در سال ۱۹۵۱ دولت دانیل فرانسوا مالان قانون حکومت‌های بانتو را برای بنیان‌گذاری سرزمین‌های مادری برای اسکان گروه‌های قومی سیاه‌پوست کشور ارائه کرد. این سرزمین‌ها ۱۳٪ مساحت کشور را در بر می‌گرفت و بقیه کشور برای جمعیت سیدپوست حفظ می‌شد. ادارهٔ سرزمین‌های مادری به دست رهبران قبایل همگرا با دولت بود و رؤسای غیر همگرا به اجبار خلع می‌شدند. در طول زمان، گروهی از نخبگان حاکم سیاه‌پوست ایجاد شد که نفع شخصی و مالی آنها در حفظ سرزمین‌های مادری بود. این باعث کمک به پایداری سیاسی این سرزمین‌ها می‌شد، ولی هنوز موقعیت رهبران کاملاً وابسته به حمایت آفریقای جنوبی بود.
در سال ۱۹۵۹ با تصویب قانون خودحاکمیتی بانتو نقش سرزمین‌های مادری بسط یافت. این قانون طرحی با عنوان توسعهٔ مجزا را دنبال می‌کرد. این قانون به سرزمین‌های مادری اجازه می‌داد دولت‌هایی شبه مستقل و دارای حق حاکمیت بر خود تأسیس کنند. جانشین فروورد یعنی جان وورستر این طرح را به پیش برد. هدف اصلی این سیاست، تکمیل طرح اولیهٔ فروورد برای تغییر ملیت‌سیاه پوستان و زدودن اندک حقوق باقیماندهٔ آنان به عنوان شهروند بود. سرزمین‌های مادری تشویق به استقلال می‌شدند و این می‌توانست شمار سیاه‌پوستان آفریقای جنوبی را بسیار کاهش دهد. با تصویب قانون شهروندی سرزمین‌های مادری سیاه‌پوستان در سال ۱۹۷۰ این فرایند کامل شد. طبق این قانون، رسماً همهٔ سیاه‌پوستان آفریقای جنوبی، شهروند سرزمین‌های مادری به‌شمار می‌رفتند.
به موازات ایجاد سرزمین‌های مادری، جمعیت سیاه‌پوست آفریقای جنوبی در معرض برنامهٔ گسترده‌ای برای جابجایی اجباری نیز قرار گرفت. تخمین زده می‌شود که از دههٔ ۱۹۶۰ تا ۱۹۸۰ حدود ۳٫۵ میلیون نفر وادار به ترک خانه‌های خود شدند که بسیاری از آنها در بانتوستان‌ها اسکان داده شدند.
دولت به صورت شفاف اعلام کرد که هدف نهایی آن، حذف کامل جمعیت سیاه‌پوست از آفریقای جنوبی است؛ ولی این هدف قابل دستیابی نبود. تنها اقلیتی از جمعیت آفریقای جنوبی (حدود ۳۹٪ در سال ۱۹۸۶) در بانتوستان‌ها زندگی می‌کردند.

## تأیید بین‌المللی
بانتوستان‌های درون آفریقای جنوبی «مستقل» طبقه‌بندی می‌شدند. در تئوری بانتوستان‌ها بر بسیاری از امور داخلی خود تسلط داشتند، ولی هنوز کشورهای مستقلی نبودند. بانتوستان‌های مستقل (شامل ترانسکی، بوفوتاتسوانا، وندا و سیسکی) قرار بود کاملاً مستقل باشند. در واقعیت، آنها هیچ زیرساخت اقتصادی قابل توجهی نداشتند و دارای مرزهای ناپیوسته بودند.
در دوران موجودیت بانتوستان‌های مستقل، آفریقای جنوبی تنها کشوری بود که استقلال آنها را تأیید کرد. با این وجود، سازمان‌های داخلی بسیاری از کشورها از جمله دولت آفریقای جنوبی برای تأیید آنها لابی می‌کردند. برای نمونه، پس از تأسیس ترانسکی، انجمن سوئیس-آفریقای جنوبی دولت سوئیس را به تأیید کشور تازه ترغیب می‌کرد. هنگامی که طرح مجلس نمایندگان ایالات متحده برای وادار کردن رئیس‌جمهور به عدم تأیید ترانسکی در سال ۱۹۷۶ مطرح شد، دولت آفریقای جنوبی به شدت با قانون‌گزاران لابی کرد تا با طرح مخالفت کنند.

## انحلال
در ژانویهٔ ۱۹۸۵ پی دبلیو بوتا رئیس‌جمهور آفریقای جنوبی اعلام کرد از این پس، شهروندی آفریقای جنوبی سیاه‌پوستان ساکن سرزمین اصلی آفریقای جنوبی به نفع شهروندی بانتوستان لغو نمی‌شود و سیاه‌پوستان ساکن بانتوستان‌های مستقل می‌توانند دوباره برای شهروندی آفریقای جنوبی درخواست دهند. در مارس ۱۹۹۰ اف. دبلیو. کلرک (که از سال ۱۹۸۹ جانشین بوتا شده بود) اعلام کرد دولت او به بانتوستان دیگری استقلال اعطا نخواهد کرد.
با انحلال رژیم آپارتاید آفریقای جنوبی در سال ۱۹۹۴ بانتوستان‌ها منحل شدند و به قلمرو جمهوری آفریقای جنوبی بازگشتند. این بازگشت عمدتاً به صورت صلح‌آمیز انجام شد، هرچند مقاومت‌هایی از سوی برخی حاکمان محلی (که فرصت کسب ثروت و قدرت سیاسی را از دست می‌دادند) وجود داشت. انحلال بوفوتاتسوانا و سیسکی سختی ویژه‌ای داشت. در سیسکی نیروهای امنیتی در مارس ۱۹۹۴ وادار به دخالت شدند تا از بحران سیاسی جلوگیری کنند.
بسیاری از رهبران بانتوستان‌های سابق، پس از انحلال آنها نقشی در سیاست‌های آفریقای جنوبی داشتند. برخی حزب خود را در نخستین انتخابات چندنژادی شرکت دادند و برخی به کنگرهٔ ملی آفریقا پیوستند.

## فهرست بانتوستان‌ها

### بانتوستان‌های آفریقای جنوبی

#### حکومت‌های اسماً مستقل

نقشهٔ سرزمین‌های مادری آفریقای جنوبی در پایان آپارتاید در سال ۱۹۹۴

| بانتوستان      | مرکز      | قبیله  | سال       |
| -------------- | --------- | ------ | --------- |
| ترانسکی        | اومتاتا   | خوسا   | ۱۹۷۶–۱۹۹۴ |
| Bophuthatswana | مماباتو   | تسوانا | ۱۹۷۷–۱۹۹۴ |
| وندا           | توهویاندو | وندا   | ۱۹۷۹–۱۹۹۴ |
| سیسکی          | بیشو      | خوسا   | ۱۹۸۱–۱۹۹۴ |

#### دولت‌های خودمختار
| بانتوستان  | مرکز                                  | قبیله       | سال       |
| ---------- | ------------------------------------- | ----------- | --------- |
| Gazankulu  | گیانی                                 | تسونگا      | ۱۹۷۱–۱۹۹۴ |
| Lebowa     | لبوواکگومو                            | سوتوی شمالی | ۱۹۷۲–۱۹۹۴ |
| QwaQwa     | فوتادیتجابا                           | سوتوی جنوبی | ۱۹۷۴–۱۹۹۴ |
| KaNgwane   | شومانسدال (de facto) لویویل           | سوازی       | ۱۹۸۱–۱۹۹۴ |
| KwaNdebele | کواملانگا                             | اندبله      | ۱۹۸۱–۱۹۹۴ |
| KwaZulu    | نونگوما (تا ۱۹۸۰) اولوندی (۱۹۸۰–۱۹۹۴) | زولو        | ۱۹۸۱–۱۹۹۴ |

لسوتو و سوازیلند بانتوستان نبودند و کشورهای مستقل تحت‌الحمایه بریتانیا هستند. این کشورها تقریباً یا کاملاً محصور در آفریقای جنوبی هستند و تقریباً به‌طور کامل وابسته به این کشور هستند. آنها هرگز وابستگی سیاسی به آفریقای جنوبی نداشته‌اند و از زمان استقلال از بریتانیا در دههٔ ۱۹۶۰ توسط جامعهٔ بین‌الملل به عنوان کشور مستقل پذیرفته شده‌اند.

## کاربرد در مفاهیم دیگر
اصطلاح «بانتوستان» در مفاهیم دیگری عموماً برای اشاره به تلاش به منظور ایجاد دولت‌ها یا ناحیه‌های قومی به کار رفته‌است. ارتباط آن با آپارتاید به این معنی است که استفاده از این اصطلاح با لحن انتقادی انجام می‌شود.
در جنوب آسیا دولت سینهالی سریلانکا متهم به تبدیل مناطق تامیل‌نشین به بانتوستان بود. این اصطلاح برای اشاره به شرایط زندگی دالیت‌های هند نیز به کار رفته‌است.
در جنوب شرقی اروپا، شمار روزافزون کشورهای کوچک بالکان پس از فروپاشی یوگسلاوی، بانتوستان نامیده شده‌اند.
در غرب آسیا، گاهی کرانه غربی و نوار غزه را بانتوستان‌های اسرائیل می‌نامند.